# Galleria Turchino
La galleria Turchino è una galleria ferroviaria posta sulla linea Acqui Terme-Ovada-Genova fra la stazione di Campo Ligure-Masone e quella di Mele.
Prende il nome dal passo del Turchino.

## Caratteristiche
La galleria ha lunghezza di 6448 m ed è posta fra le stazioni di Campo Ligure-Masone e di Mele.
Il portale nord è posto alla progressiva chilometrica 29+130, il portale sud alla progressiva 22+682.